# Hůrka (Česká Lípa)
Hůrka (německy Horkaberg) je nevysoký (327 m n. m.) kopec na okraji českolipské čtvrti Svárov. Je krajinnou dominantou Svárova, zelení porostlé svahy na severní a západní straně jsou do značné výše zastavěny rodinnými domky.

## Geologie a geomorfologie
Neovulkanický vrch Hůrka, podobně jako další kopce na okraji České Lípy, je z geomorfologického hlediska součástí České křídové tabule, konkrétně Českolipské kotliny, která je okrskem Zákupské pahorkatiny, jednoho z podcelků Ralské pahorkatiny. Hůrka vznikla jako vulkanický přívodní kanál neboli sopouch v druhé, hlavní tektonické fázi třetihor. Neovulkanity zde prorazily starší podloží, tvořené svrchnokřídovými křemennými pískovci, doplněnými vápnitými jílovci. Na severní až severovýchodní straně vrcholu je skalní výchoz, tvořený subvulkanickou bazaltoidní brekcií, která je pozůstatkem zdejší diatrémy. Z mineralogického hlediska není lokalita příliš bohatá, jednotlivé minerály se zde vyskytují převážně ve formě povlaků, vzácněji pak vytvářejí drobné krystalky, ať už se jedná o kalcit, chabazit nebo thomsonit.

## Popis
Větší část kopce je zalesněná, jen svahy na západní straně kopce jsou zaplněny výstavbou rodinných vilek a řadou ulic. Pod vrcholem na východní straně je větší, oplocený vodárenský objekt, ukrytý v zeleni. Vrcholová část je rozčleněna kamenolomy, v nichž se těžil zdejší olivínický nefelinit (čedič).  Nejvyšší část kopce je holá, od roku 2017 je zde menší rozhledna, ze které je dobrý výhled na město, nejvýchodnější partie Českého středohoří a část Lužických hor s dominantním Klíčem. Lesní porost na Hůrce tvoří převážně listnaté stromy. 
Českou Lípou protéká Ploučnice, ze svahů stékající dešťová voda končí v ní. Žádný potok na svazích Hůrky nepramení. Kopec je od středu města jihovýchodním směrem zhruba 1 km.
Hůrka je nejvyšší z těsnější skupiny několika kopců na jv. okraji Svárova. Jedněmi z nich jsou necelých 400 m východně ležící Žizníkovský vrch (295 m) a asi 500 m jjz. ležící Rasova hůrka (291 m).

## Přístup
Téměř až k vrcholu lze dojít od západu nebo od jihozápadu ulicemi českolipské městské čtvrti Svárov. Jedná se o ulice Partyzánská, Husova, Lesní a Strmá, od jihozápadu z ulice Českých bratří je přístup uličkou Úvoz, zbývajících 200 metrů na vrchol vedou lesní pěšiny. Pro lepší orientaci na vrchol směřuje odbočka z červeně značené turistické stezky, která vede ulicí Českých bratří a pokračuje dále přes Žizníkov, Heřmaničky a Brennou do Mimoně.

## Galerie

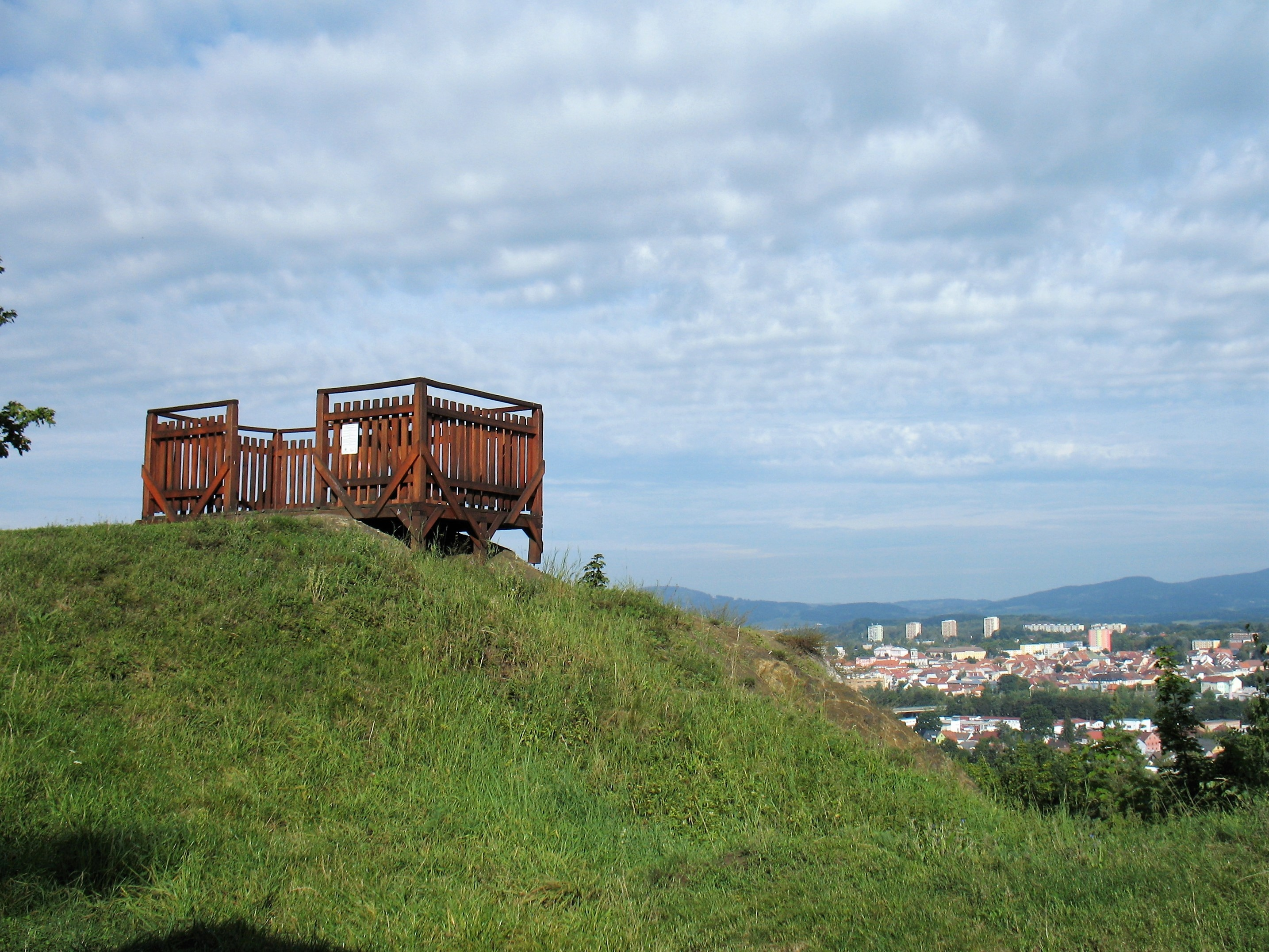
Vyhlídková plošina na vrcholu
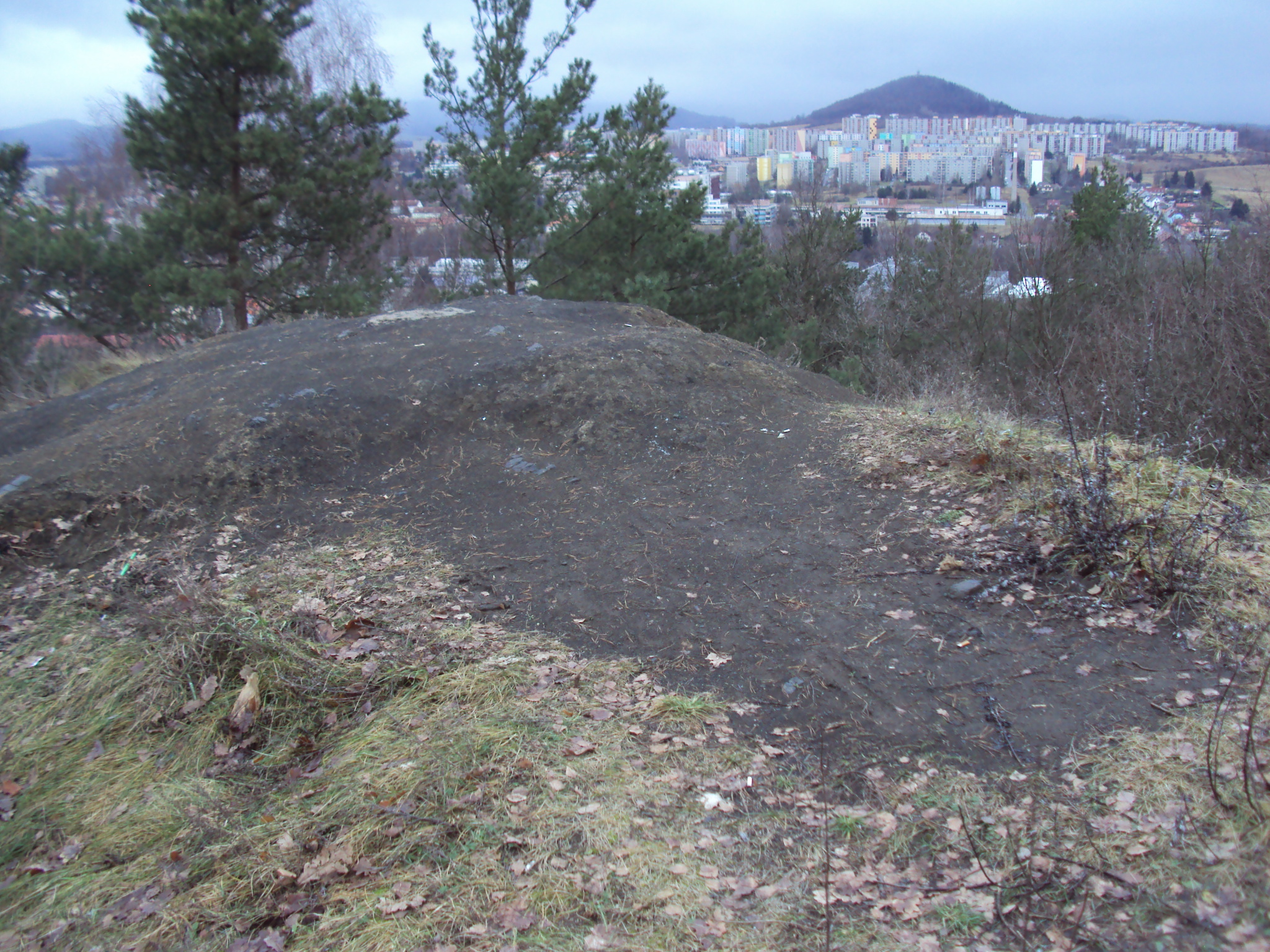
Vrchol před vybudováním rozhledny
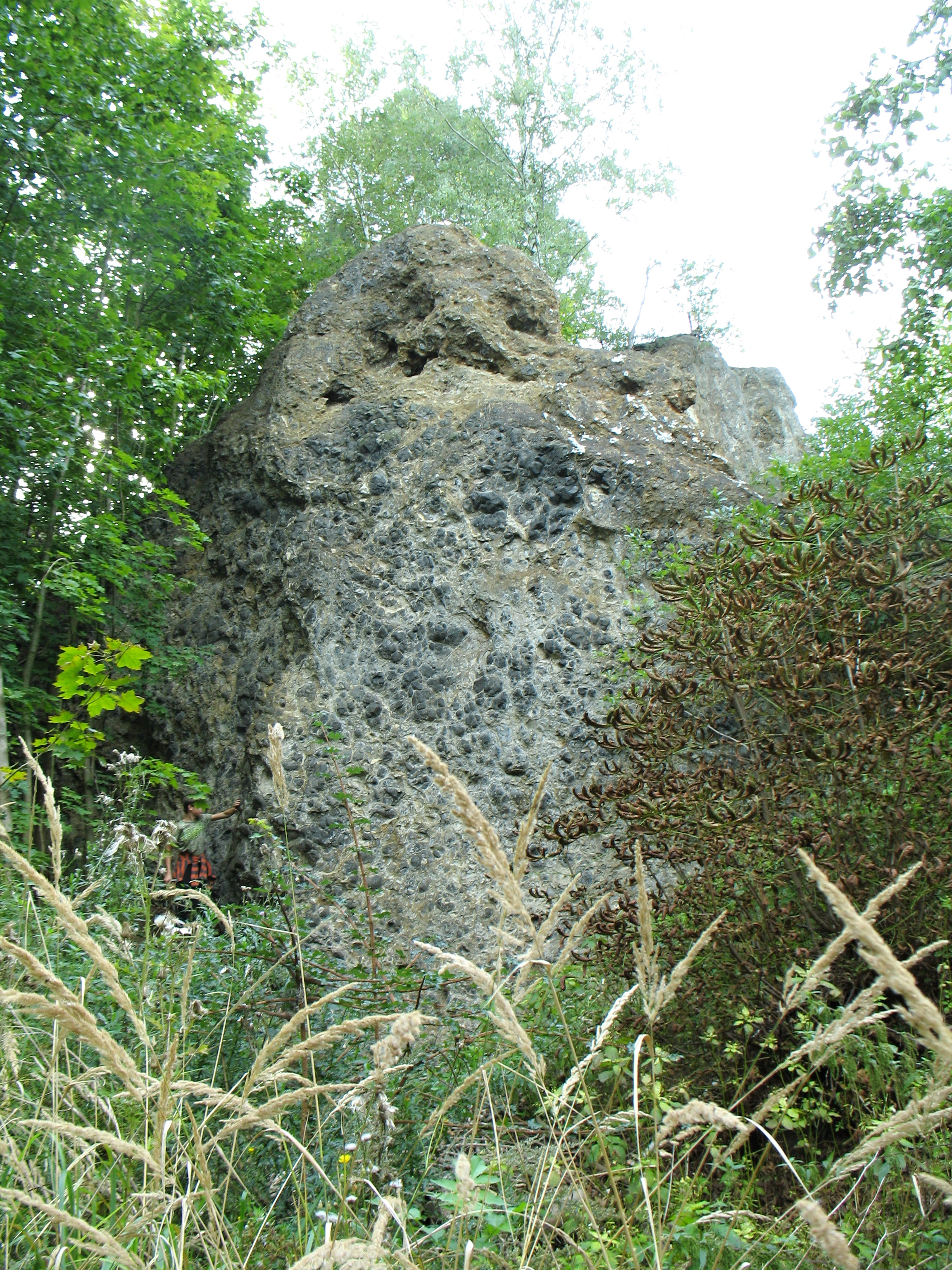
Stěna lomu a vrcholová skála
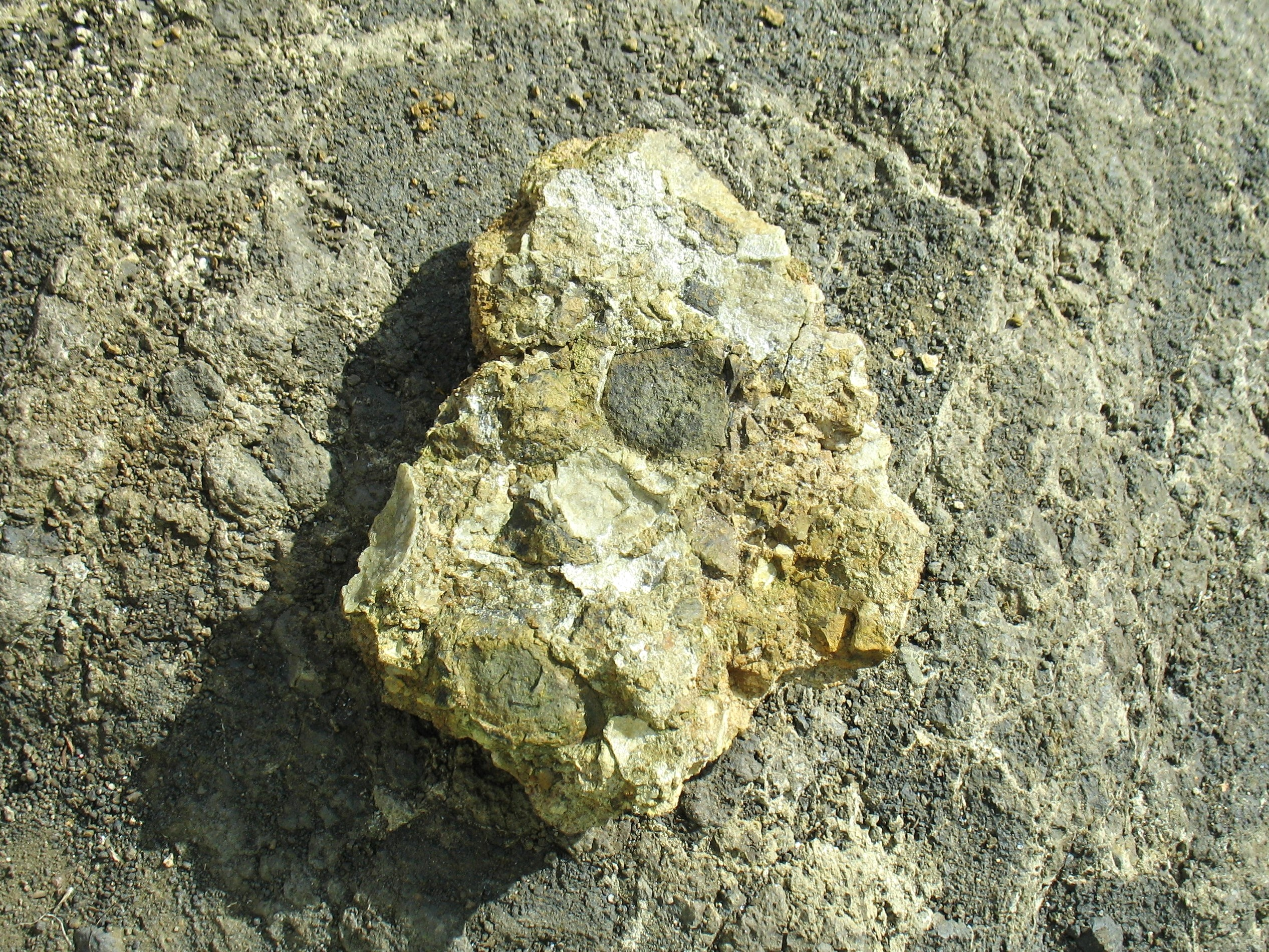
Vulkanická brekcie, pozůstatek třetihorní sopečné činnosti
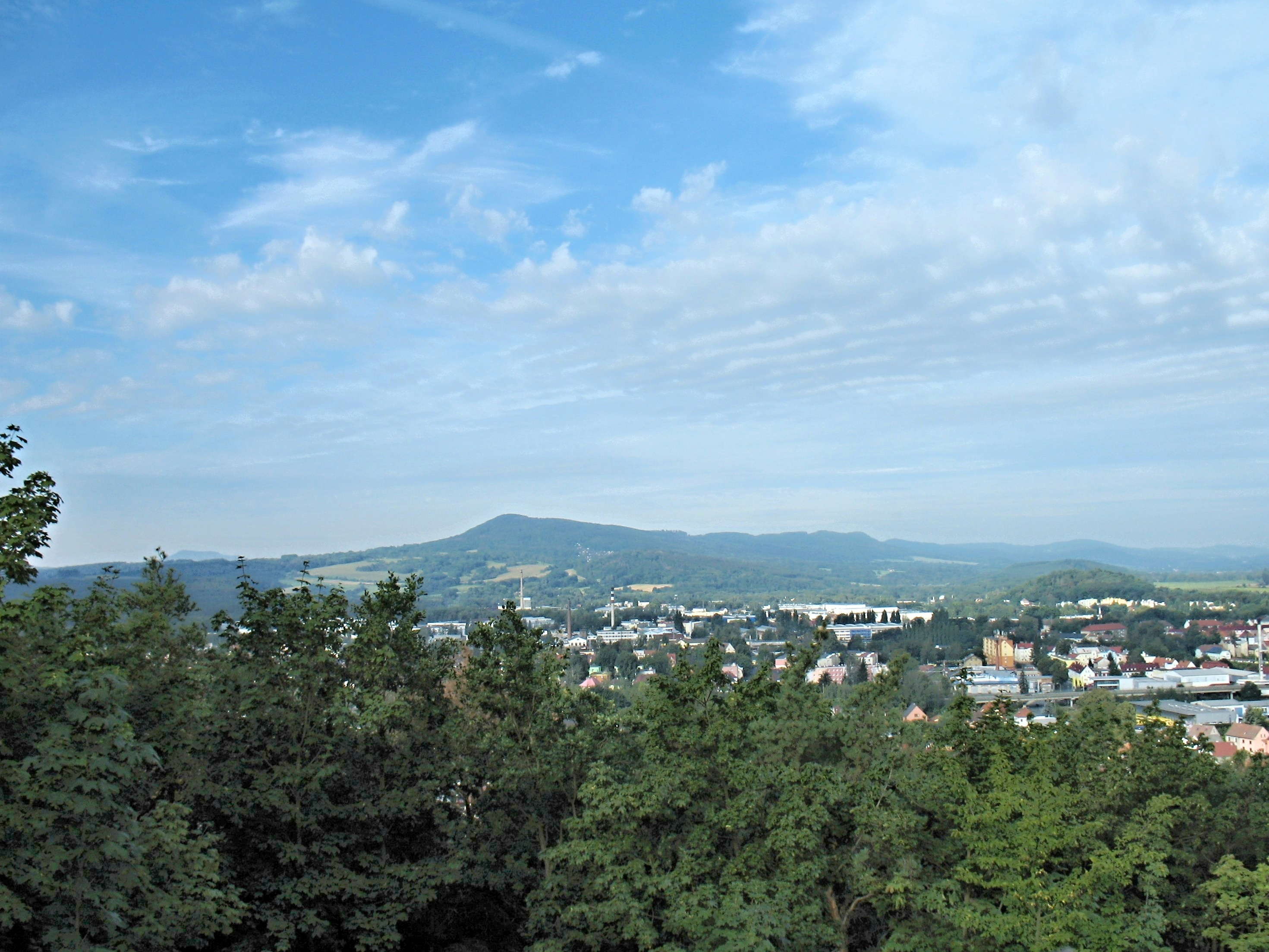
Pohled z Hůrky na vrch Kozel na západě